# Victor Foucqueteau
Victor Foucqueteau est un homme politique français né le 30 mai 1802 à Saumur (Maine-et-Loire) et décédé le 1er novembre 1863 à Chinon (Indre-et-Loire).

## Biographie
Victor Foucqueteau est le fils de Jean François Foucqueteau, négociant, et de Désirée Victoire Delaroche.
Avocat à Chinon en 1826, il est procureur du roi à Ajaccio en 1830, mais est révoqué au bout de 5 mois. Il est député d'Indre-et-Loire de 1848 à 1849, siégeant à droite. Il est président du tribunal civil de Chinon de 1850 à 1863 et conseiller général pour le canton de Chinon.

## Sources
- « Victor Foucqueteau », dans Adolphe Robert et Gaston Cougny, Dictionnaire des parlementaires français, Edgar Bourloton, 1889-1891 [détail de l’édition]